# Suflí
Suflí ist ein Ort und eine spanische Gemeinde in der Comarca Valle del Almanzora der Provinz Almería in der Autonomen Gemeinschaft Andalusien. Die Bevölkerung von Suflí bestand im Jahr 2024 aus 231 Einwohnern. Neben dem Hauptort Suflí gehören die Wüstungen Casa del Aguador, Casas del Alamí und Orozco zur Gemeinde.

## Geografie
Suflí liegt im Landesinneren der Provinz Almería, an den Ausläufern der Sierra de las Estancias, in einer Höhe von ca. 635 m. Die Provinzhauptstadt Almería liegt in etwa 85 Kilometer südlicher Entfernung.

## Bevölkerungsentwicklung
| Jahr      | 1970 | 1981 | 1991 | 2001 | 2011 | 2021 |
| Einwohner | 328  | 222  | 257  | 251  | 267  | 197  |